# Nanosecondo
Un nanosecondo è un'unità di tempo pari ad un miliardesimo di secondo. È formata usando il prefisso standard nano, che significa 
10-9. Il suo simbolo è ns.

## Descrizione
È usata raramente nella vita di tutti i giorni. In alcuni campi tecnici è invece molto comune, specialmente nelle telecomunicazioni e in alcune aree dell'elettronica. Anche alcuni campi scientifici, come la fisica delle particelle, utilizzano comunemente il nanosecondo.
In un nanosecondo la luce percorre esattamente 29,9792458 centimetri nel vuoto (a causa della definizione del metro). Ma la velocità della luce è minore all'interno dei materiali, come indicato dal loro indice di rifrazione maggiore di 1. Per esempio, nell'aria (indice di rifrazione = 1,003) la luce percorre circa 29,89 centimetri in un nanosecondo, e nell'acqua (1,33) solo 22,54 centimetri.
Un esempio di utilizzo dei nanosecondi è nella misura della differenza temporale causata dalla gravità sulla Terra. Infatti la differenza di gravità tra la cima di una montagna e la pianura dovuta all'altezza diversa e quindi alla maggior distanza dal centro della Terra comporta uno scorrere del tempo di circa 20 nanosecondi al giorno più velocemente. L'esperimento fu condotto nel documentario "Sfide geniali" con Stephen Hawking, due orologi atomici sincronizzati furono divisi per 24 ore, uno fu portato in cima al Monte Lemmon (circa 3000 m) e l'altro rimase a Tucson (circa 700 m), dopo 24 ore quello sul monte era avanti di 20 nanosecondi.
Per l'attività di normali microprocessori un nanosecondo è una quantità di tempo relativamente lunga: ad esempio i processori Intel Core i7 di ultima generazione possono effettuare centinaia di operazioni diverse in un nanosecondo.